# Берг, Дитер
Ди́тер Берг (нем. Dieter Berg; 11 июня 1966, Хагенов) — немецкий боксёр легчайших весовых категорий, выступал за сборные ГДР и Германии в середине 1980-х — начале 1990-х годов. Участник летних Олимпийских игр в Барселоне, чемпион Европы, многократный чемпион национальных первенств, победитель многих международных турниров и матчевых встреч.

## Биография
Дитер Берг родился 11 июня 1966 года в городе Хагенов. Активно заниматься боксом начал в раннем детстве, сначала проходил подготовку в одном из местных боксёрских залов, затем переехал в Шверин, где выступал за спортивный клуб «Шверинер». Первого серьёзного успеха на ринге добился в возрасте восемнадцати лет, когда одержал победу на молодёжном чемпионате Европе в Тампере и выиграл взрослое первенство ГДР в наилегчайшем весе. В 1985 году вновь был лучшим в своей стране, кроме того, завоевал золотую медаль на взрослом европейском первенстве в Будапеште и получил серебро на Кубке мира в Сеуле. Год спустя в третий раз стал чемпионом Восточной Германии, занял второе место на Химическом кубке в Галле, выиграл крупный международный турнир в Берлине, побывал на чемпионате мира в американском городе Рино, где дошёл до стадии четвертьфиналов — за эти достижения награждён серебряным орденом «За заслуги перед Отечеством».
В 1987 году Берг не принимал участия в престижных мировых соревнованиях из-за слишком высокой конкуренции в команде. Чтобы пробиться в основной состав сборной он поднялся в легчайший вес, и эта перестановка принесла плоды: в 1988 году он занял первое место в зачёте национального первенства. Ещё через год на чемпионате ГДР был вторым — проиграл своему главному конкуренту Андреасу Тевсу, помимо этого взял бронзу на чемпионате Европы в Афинах (в полуфинале потерпел поражение от советского боксёра Тимофея Скрябина) и съездил на чемпионат мира в Москву, где на стадии четвертьфиналов уступил представителю КНДР Ли Ён Хо.
После объединения Германии Берг продолжил выходить на ринг в основном составе национальной сборной, принимая участие в самых престижных международных турнирах. Так, в 1991 году он побывал на чемпионате мира в Сиднее, тем не менее, в первом же матче на турнире его победил монгол Дугарбаатарын Лхагва, будущий чемпион мира среди профессионалов. Благодаря череде удачных выступлений немецкий спортсмен удостоился права защищать честь страны на летних Олимпийских играх 1992 года в Барселоне, возлагал на этот турнир большие надежды, но в стартовом бою потерпел поражение от марокканца Мохамеда Ачика. Несмотря на ряд сокрушительных проигрышей, он не оставил бокс и в 1993 году ещё раз выиграл чемпионат Германии.
В 1995 году, пробыв в сборной более 17 лет, Дитер Берг всё-таки завершил карьеру спортсмена. Впоследствии открыл в Шверине собственный ресторан под названием «Олимпия», который со временем стал излюбленным местом питания среди любителей спорта и в особенности бокса.